# Накорми зверя
«Накорми́ зве́ря» (англ. Feed the Beast) — американская криминальная драма, основанная на сериале «Банкротство» датчанина Кима Фупца Окесона. Шоу было адаптировано Клайдом Филлипсом для телеканала AMC. Премьера состоялась 5 июня 2016 года. 2 сентября 2016 года AMC закрыл сериал.

## Сюжет
Томми Моран и Дион Патрас как братья. Дион не может держаться подальше от неприятностей, а Томми не может оставить прошлое в прошлом. Когда друзья оказываются в ситуации, когда могут потерять всё, им не остаётся ничего другого, как держаться за свою старую мечту — открыть высококлассный греческий ресторан в родном Бронксе. Вместе они окунаются в безумство оборотной стороны ресторанного бизнеса Нью-Йорка и стараются выжить в
мире мелких преступников, коррупционеров и жестоких бандитов.

## Актёрский состав
- Дэвид Швиммер — Томас «Томми» Моран
- Джим Стерджесс — Дион Патрас
- Лоренца Иззо — Пилар Эррера
- Майкл Глэдис — Патрик «Зубная Фея» Войчик
- Джон Доман — Эйдан Моран
- Кристин Адамс — Ри Моран
- Джоэль Марш Гарлэнд — ...
- Элайджа Джейкоб — Томас «ТиДжей» Моран-младший

## Производство
25 июня 2015 года AMC заказал Клайду Филлипсу десятисерийное шоу «Разорившиеся», которое основано на датском сериале «Банкротство» Кима Фупца Окесона. AMC Studios, Lionsgate Television и Clyde Phillips Productions выступили продюсерами проекта. Генрик Рубен Генц и Малене Бленков, которые ранее были продюсерами «Банкротства», также стали исполнительными продюсерами, наряду с Пивом Бернтом. В феврале 2016 года было объявлено о переименовании шоу в «Накорми зверя» и старте производства в Нью-Йорке для премьеры в мае того же года.
28 апреля 2016 года на официальной странице Саши Добсон в Facebook было объявлено, что она запишет музыкальную заставку к сериалу.

## Отзывы критиков
- На сайте-агрегаторе Rotten Tomatoes сериал имеет 23 % «свежести», что основано на 39-и отзывах критиков со средним рейтингом 5,1/10. Критическое заключение сайта гласит: «Приятного визуального ряда „Накорми зверя“ недостаточно, чтобы сгладить наличие предсказуемого сюжета, замысловатых диалогов и малопривлекательных персонажей»[8].
- На Metacritic шоу держит 46 баллов из ста, что основано на 33-и «смешанных и средних» рецензиях[9].